# Pavel Vassiliev
Œuvres principales
Les koulaks
Pavel Nikolaïevitch Vassiliev (en russe : Павел Николаевич Васильев) est un poète né en 1910 dans l'Empire russe à Zaïssan (actuellement au Kazakhstan) et mort en 1937 à Moscou.

## Biographie
Pavel Nikolaïevitch Vassiliev, fils d'un instituteur russe de l'Irtych (Nikolaï Kornilovitch Vassiliev, 1886-1940) passa son enfance et sa jeunesse à Pavlodar, fit ses études à Omsk, les poursuivit à Vladivostok, qu'il quitta au bout d'un an, en 1926, pour naviguer et devenir chercheur d'or en Sibérie. En 1928, il fut étudiant à l'Institut supérieur d'Art et de Littérature de Moscou fondé par le poète Valéri Brioussov. Entre 1928 et 1932, il écrivit Chant de la fin de l'armée cosaque et revenu à Moscou en 1932, ses scandales firent son succès mais il se fit arrêter pour trouble à l'ordre public et fut censuré. Ses poésies furent publiées en 1930-1932, par les plus grands périodiques, tels Novy Mir, Izvestia, Literatournaïa gazeta, Ogoniok. Le 4 avril 1933, au cours d'une soirée donnée par le jeune paysan poète dans le bureau éditorial de la revue Novy Mir, Boris Pasternak, bien qu'il ne fut pas un adepte de la poésie du terroir, déclara que Vassiliev était un cadeau pour la littérature et qu'il était promis à un grand avenir.
Mais après avoir écrit La révolte du sel en 1933 et Les koulaks en 1936, il fut considéré par le régime comme favorable aux koulaks, ce qui l'a fait tomber en disgrâce. En février 1937, il fut arrêté et accusé de préparation d'attentat contre Staline. Condamné à mort le 15 juillet 1937 par le Collège militaire de la Cour suprême de l'URSS il fut fusillé le lendemain de sa condamnation dans la prison de Lefortovo. Après la crémation, ses cendres sont jetées dans la fosse commune n°1 du cimetière Donskoï.

## Postérité
Alexandre Louschik a contribué à sa réhabilitation en mettant de ses textes en musique, en les faisant revivre à travers ses chansons et la ville de Pavlodar, ville à laquelle il avait consacré de nombreux poèmes, a célébré son 100e anniversaire avec des réunions, des soirées littéraires, des expositions de livres, des débats, des lectures et des conférences. Cette commémoration a été complétée dans la bibliothèque de l'oblast Traigyrov, avec une exposition "L'univers de Pavel Vassiliev", présentant des publications d'ouvrages de différentes années, des articles, des journaux, des magazines, etc. Vassiliev fut officiellement réhabilité en 1956.
En 1991, à Pavlodar fut aménagée la maison-musée du poète. Son monument fut érigé dans cette ville en 2011.  
En 2003, on a inauguré un monument à son effigie sur le boulevard Martynov à Omsk.  
Le 5 mars 2011, à Moscou une plaque commémorative fut placée sur la façade de l'immeuble no  26 rue  4e Tverskaïa-Yamskaïa, où jadis habitait Vassiliev. 
Son nom portent une rue d'Öskemen et l'une des bibliothèques municipales à Omsk.